# Lestes tenuatus
Lestes tenuatus là loài chuồn chuồn trong họ Lestidae. Loài này được Rambur mô tả khoa học đầu tiên năm 1842.